# Solarfahrzeug

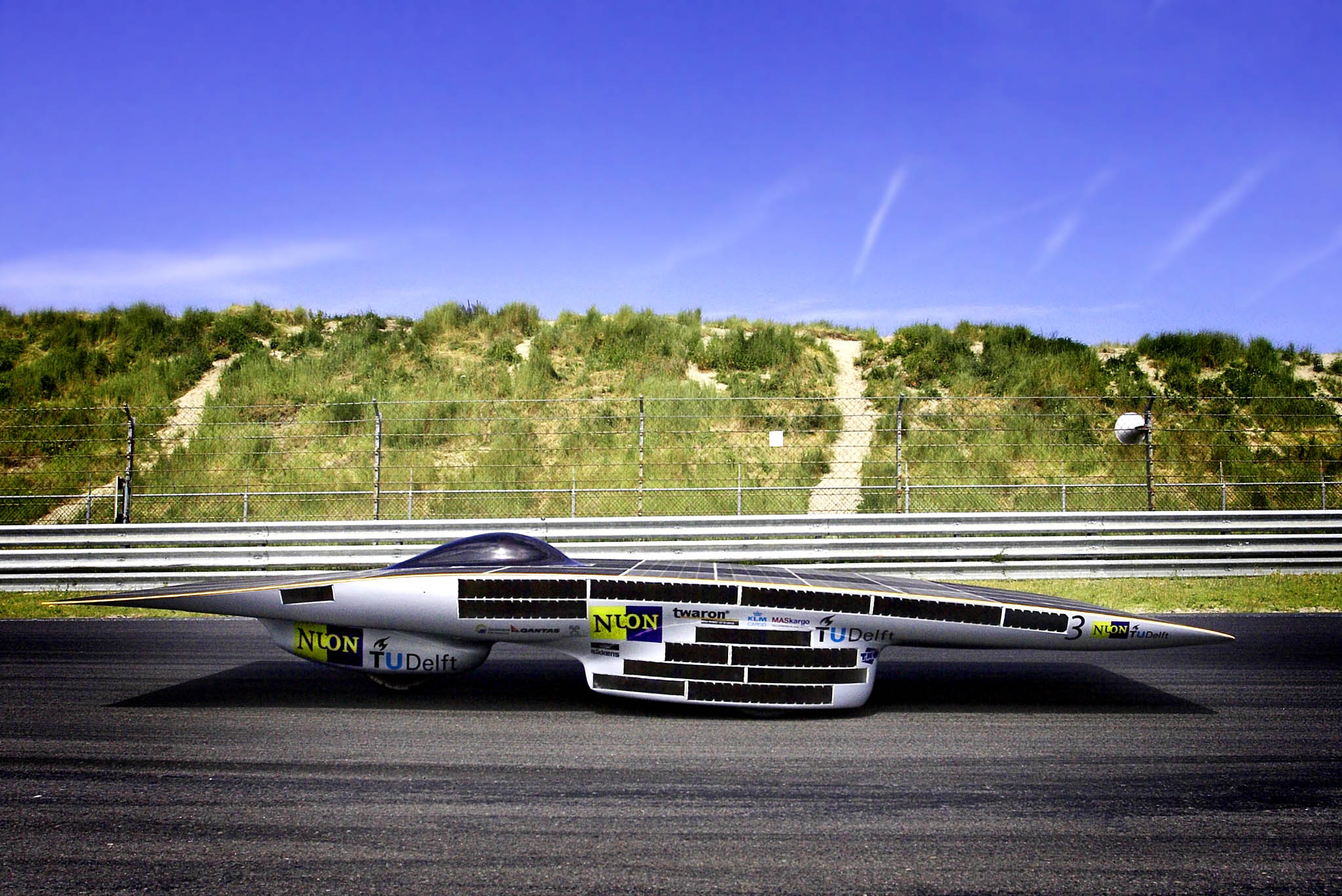
Solarfahrzeug Nuna 3 beim Zandvoort-Rennen

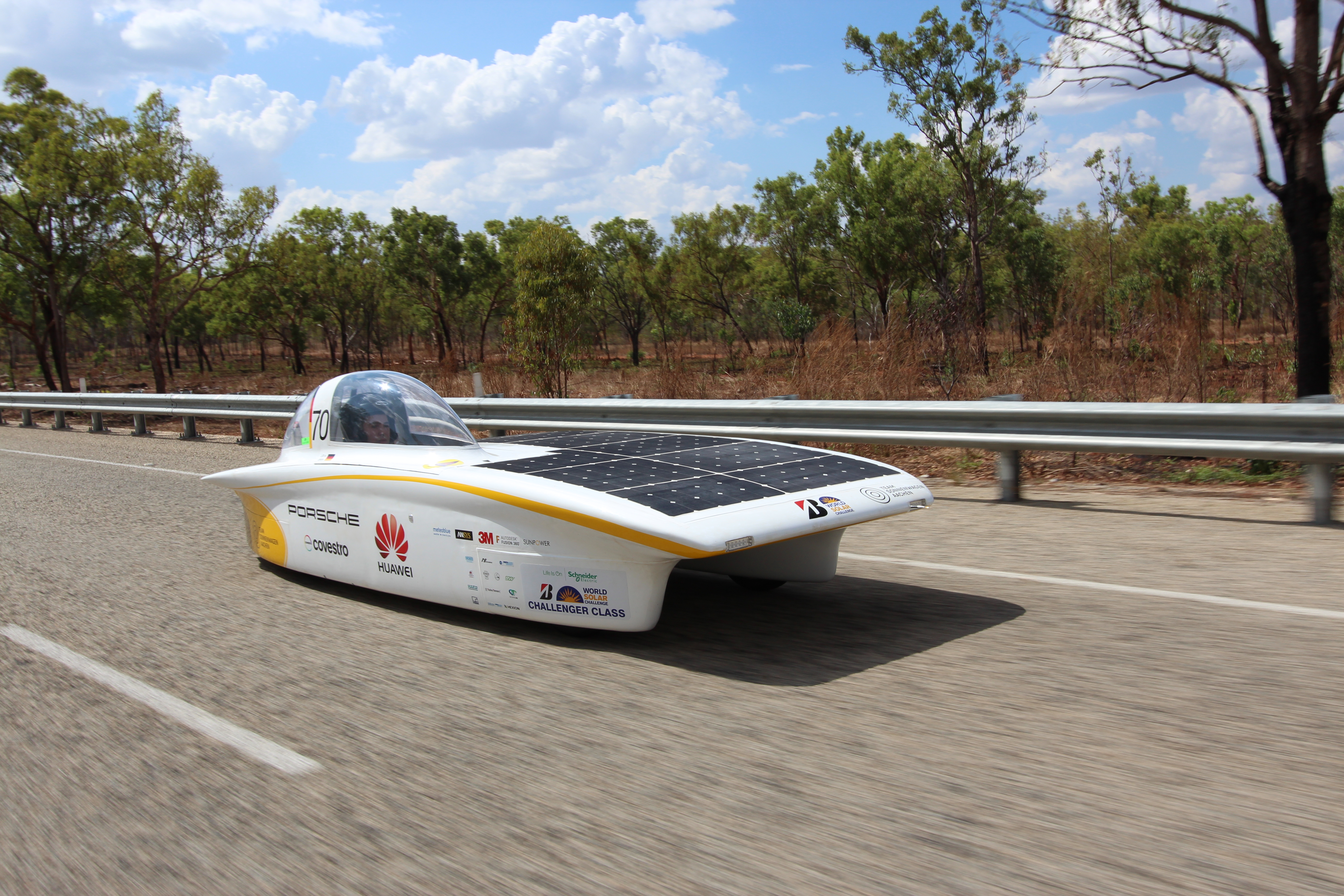
Sonnenwagen Aachen auf dem Stuart Highway, 8. Oktober 2017

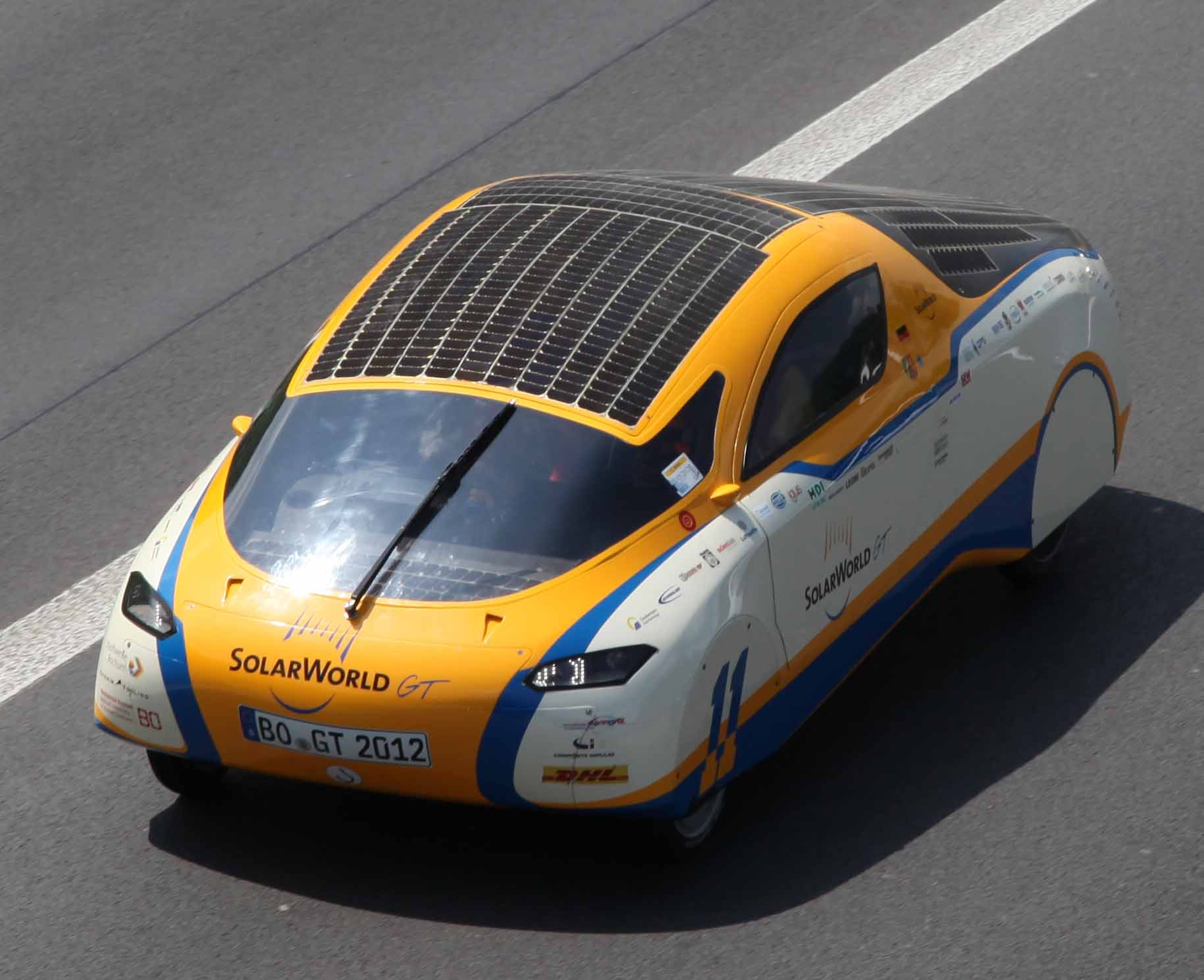
Solarworld GT auf Weltumrundung

Solarfahrzeuge sind Fahrzeuge, die ihre Antriebsenergie direkt aus der Sonnenstrahlung beziehen.
Die überwiegende Mehrheit der Solarfahrzeuge tut dies mittels Photovoltaik, das heißt, sie sind auf der Oberfläche mit Solarzellen bestückt, die die Sonnenenergie auf dem Fahrzeug in elektrischen Strom umwandeln. Als Elektromobile führen sie häufig auch einen Energiespeicher (meist Akkumulatoren) mit sich, um auch bei schlechten Lichtverhältnissen oder Bewölkung zumindest für eine begrenzte Zeit fahrtüchtig zu bleiben.
Elektrofahrzeuge, die ihre elektrische Energie ausschließlich von einer stationären Photovoltaikanlage beziehen und dort ihre Energiespeicher aufladen, werden nicht zu den Solarfahrzeugen gezählt, auch wenn die Energie, die sie laden, rein solar gewonnen wurde. Diese Fahrzeuge gelten als Elektromobile im Netzverbund.

## Solarlandfahrzeuge

### Solarautos (Straßenfahrzeuge)
Prinzipiell wird zwischen reinen Solarrennfahrzeugen und auch alltagstauglicheren Solarautos (mit Straßenzulassung) unterschieden. Ein erstes, frühes Model eines Solarautos wurde 1978 bei den Sonnetagen in Sasbach vorgestellt.

#### Solarrennfahrzeuge
Bei optimaler Sonneneinstrahlung können die Hochleistungs-Solarzellen der Experimentalfahrzeuge bis zu 2,25 kW (Nuna2 NL) elektrischer Leistung bereitstellen (vergl. PKW ca. 35–200 kW). Solarrennmobile sind Versuchsträger für sparsame Automobile und Leichtbau. Weitere Solarrennfahrzeuge siehe Liste von Solarrennfahrzeugen.

#### Solarautos (mit Straßenzulassung)
Das Solartaxi umrundete in 18 Monaten als erstes Solarstrom-betriebenes Elektroauto die Welt. Louis Palmer war von 2007 bis 2008 unterwegs und legte über 50.000 Kilometer zurück.
Als erstes solarautarkes Fahrzeug umrundete der Solarworld GT zwischen 2011 und 2012 die Welt.
Weitere Solarautos siehe Liste von Solarautos mit Straßenzulassung

#### Solarrennen und -rallyes
Verschiedene Organisationen veranstalten weltweit regelmäßig Rennen mit Solarfahrzeugen.
Die erste Solarrallye war die Tour de Sol 1985. Die Veranstaltung wurde hauptsächlich in der Schweiz bis 1993 jedes Jahr durchgeführt.
Als Höhepunkt gilt das Rennen quer durch Australien, die World Solar Challenge, die seit 1987 anfangs alle drei, jetzt alle zwei Jahre stattfindet. Die Spitzenreiter erreichten auf einer Strecke von etwa 3.000 km Gesamtdurchschnittsgeschwindigkeiten von über 100 km/h (Stand 2005); dabei wurde nur am hellen Tag gefahren und die restliche Zeit nicht mitgezählt. Den Weglängenrekord von 830 km an einem Tag lieferte das niederländische Solarmobil Nuna II im Oktober 2003. 1993 nahm auch das unbemannte Solarluftschiff LOTTE2 an der Rallye teil.
Die Fahrzeuge benötigen auf 100 km bei 300 kg Gewicht lediglich 0,17 Liter Benzinäquivalent. Dies ist das wichtigste Merkmal dieser Solarmobile, die Geschwindigkeit ist limitiert durch die zulässige Höchstgeschwindigkeit auf den öffentlichen Straßen. Am 25. September 2005 startete in Darwin, Australien die 7. World Solar Challenge, die zum dritten Mal in Folge das Team NUON mit dem Solarmobil NUNA III gewann, wobei mit mehr als 102 km/h erstmals die „Traumgrenze“ von 100 km/h Durchschnittsgeschwindigkeit überschritten wurde.
Die North American Solar Challenge ist ein ähnliches Rennen, das ebenfalls alle zwei Jahre stattfindet.
Weitere international bedeutende Wettbewerbe sind:
- American Solar Challenge – USA
- World Solar Car Rallye – Japan
- SunRace – Australien
- Canadian Solar Discovery Challenge - Kanada
- Dream Cup Solar Car Race Suzuka – Japan
- Solar Car Race Phaeton Hellas – Griechenland
- South African Solar Challenge – Südafrika

Der Sky Ace TIGA, ein Solarfahrzeug der Ashiya Universität, Japan, hält den Landgeschwindigkeitsrekord für Solarfahrzeuge. 2005 erreichte es in Griechenland 150 km/h, am 19. September 2006 in Taiwan 165 km/h.

### Solarfahrräder
- Der Engländer Alan Freeman baute schon 1976 kleine solare Fahrzeuge und 1978 ein Solarboot. 1982 baute er ein solares Dreirad und dann sein Solarcycle, ein zweirädriges solares Sitzrad ohne Pedale.[6] Straßentaugliche Solarfahrräder wurden 1985 und in den folgenden Jahren an der Tour de Sol eingesetzt. Die Solarpanels wurden auf einem Dach, einem Anhänger, oder seitlich montiert und waren leistungsstark genug, um die Fahrräder mit oder ohne Pedalantrieb durchaus schnell anzutreiben. Heute werden solche Räder kaum mehr eingesetzt.
- Seit 2010 baut Albert van Dalen ein Solar-Fahrrad. Das Ziel dieses Projektes ist es, ein solarbetriebenes Fahrrad zu bauen, das an sonnigen Sommertagen genug Solarenergie empfängt, um längere Distanzen und fahren von Hügeln mit ausreichender Unterstützung zu ermöglichen.
- Mit dem Sunglider hat der Dipl.-Ing. Gerhard Lindenau zwei solar-betriebene Pedelecs als Velomobil entwickelt, die seit 2015 kommerziell erworben werden können.[7]

## Solarboote
Elektroboote, die die Sonnenstrahlung als Energiequelle bei Booten nutzen, bislang wohl immer mittels Photovoltaik, werden als Solarboote bezeichnet. Dank seines guten Wirkungsgrades über ein breites Leistungsspektrum ist der Elektro- dem Verbrennungsmotor energieverbrauchstechnisch überlegen. Die Antriebsleistung liegt zumeist im Bereich von einigen hundert Watt bis zu einigen Kilowatt. Als Puffer dienen meistens Akkumulatoren. Somit haben sie theoretisch – ähnlich einem Segelboot – eine unbegrenzte Reichweite. Im Unterschied zu Segelbooten eignen sie sich vor allem auch zum Befahren von Kanälen und Flüssen. Die Mehrzahl der als Solarboote bezeichneten Elektroboote verfügen nicht nur über einen Solargenerator, sondern können auch über Netzladegeräte beladen werden. Bei diesem Konzept wird das Boot am Liegeplatz mit dem Netz verbunden. Gibt es zusätzlich einen Wechselrichter, kann der Akku im Schiff geladen werden, bis er voll ist, und anschließend die Energie des Solargenerators auf dem Schiff ins Netz gespeist werden. Bei größeren Strecken auf freien Gewässern oder Meeren sind jedoch meist zusätzliche Antriebe wie Segel, Wind- oder Diesel-Generatoren notwendig. Letztere sind in kalten Umgebungen nützlich, um gleichzeitig zu heizen. Bei kleinen Booten haben sich statt Diesel-Generatoren auch Muskelkraft-Antriebe bewährt. Solarantriebe eignen sich aufgrund der geringen Leistungsdichte nicht für Anwendungen mit dauerhaft großer Leistungsanforderung (z. B. hohe Geschwindigkeiten). Nachfolgend chronologisch einige wegweisende Beispiele:

### Basilisk 1
1989 gelang dem Trimaran Basilisk 1 eine Rundfahrt Basel – Koblenz – Trier – Saarbrücken – Straßburg – Basel, im Oktober/November (sic!) 1990 eine Fahrt von Basel fast nach Ibiza (2.000 km). 50 km vor dem Ziel musste der Bootsführer Matthias Wegmann wegen der Akkumulierung unglücklicher Umstände das Boot aufgeben und wurde von einem Frachter gerettet. Techn. Daten: Länge 5 m, Breite 4,5 m, Verdrängung 0,3 t, 4 Passagiere, 2 Kojen, PV 500 Wp/10 km/h, Motor 2 kW/13 km/h, Akku (Blei) 2 kWh/60 kg. Dieses Boot mit aufklappbaren Rädern konnte sogar als Solarmobil mit 30 km/h auf der Straße fahren, erhielt aber nie eine Straßenzulassung.

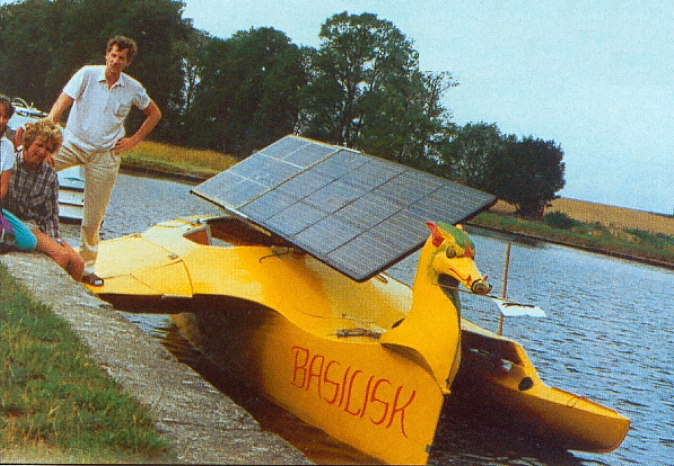
Solartrimaran Basilisk 1
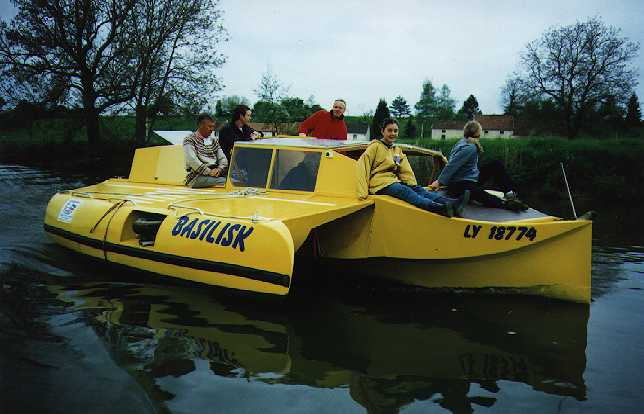
Basilisk 2
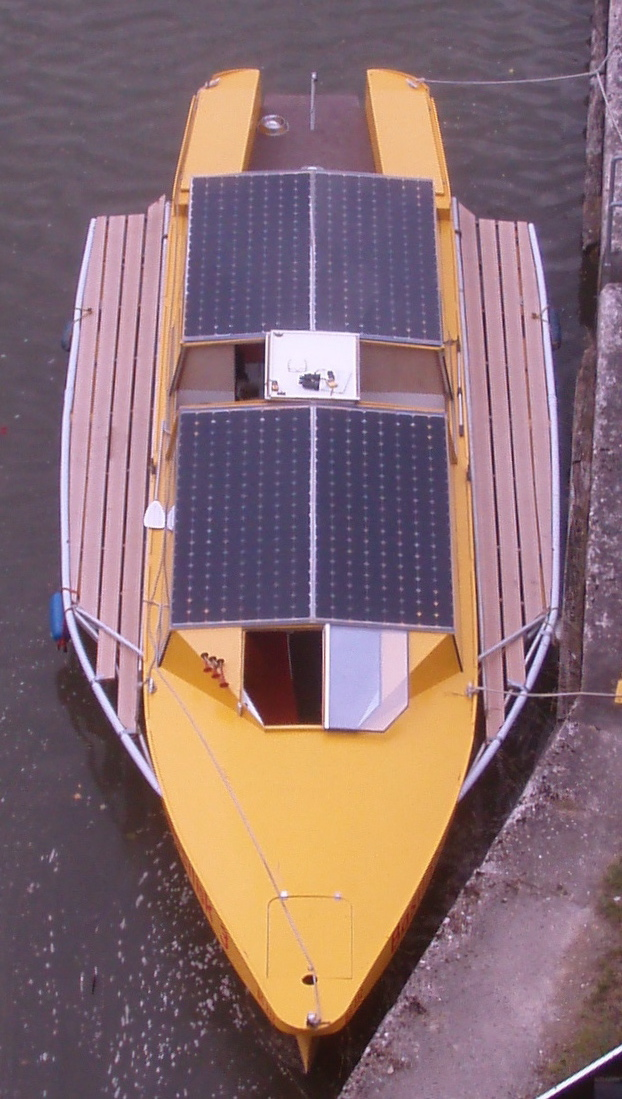
Basilisk 3

### Basilisk 2
Verbesserte Version von Basilisk 1: Da Solarboote auf dem Meer nie die Leistungsfähigkeit von Segelbooten erreichen können, Segelboote auf Flüssen/Kanälen aber quasi unbrauchbar sind, wurde dieses Boot rein für Inlandgewässer konzipiert. Es verkehrt auf den Flüssen und Kanälen Frankreichs und liegt heute in Dijon. Techn. Daten: Länge 6 m, Breite 4,5 m, Verdrängung 0,5 t, PV 800 Wp/10 km/h, Motor 24 V 2 kW/12 km/h, Akku erst (Blei) 4 kWh/120 kg, dann (LiFeYPo4) 5 kWh/50 kg, 4 Passagiere, 4 Kojen. Besonderheit: In den Auslegern sind Anhängerräder und im Bug eine abnehmbare Anhängerkupplung montiert, so dass in abgeklapptem Zustand das Boot ohne zusätzlichem Anhänger von jedem PKW gezogen werden kann.

### Basilisk 3
Erstes und bis 2017 einziges Solarboot, das die Strecke Basel-Amsterdam-Basel (Strömungsgeschwindigkeit bis zu 12 km/h) vom 7. bis 31. Juli 2010 zurücklegte, was rund 70 km/Tag entspricht. Als Trimaran mit einem Wellenbinder-Hauptrumpf versehen, schaffte sie bei 6 kW 16 km/h. Techn. Daten: Länge 12 m, Breite 4,5 m, Verdrängung leer 2 t, mit 12 Passagieren 3 t, Solarzellen 1,8 kWp/12 km/h, Motor 6 kW/16 km/h, Akku Blei 20 kWh 600 kg, 6 Kojen, WC, Küche.

### Alstersonne

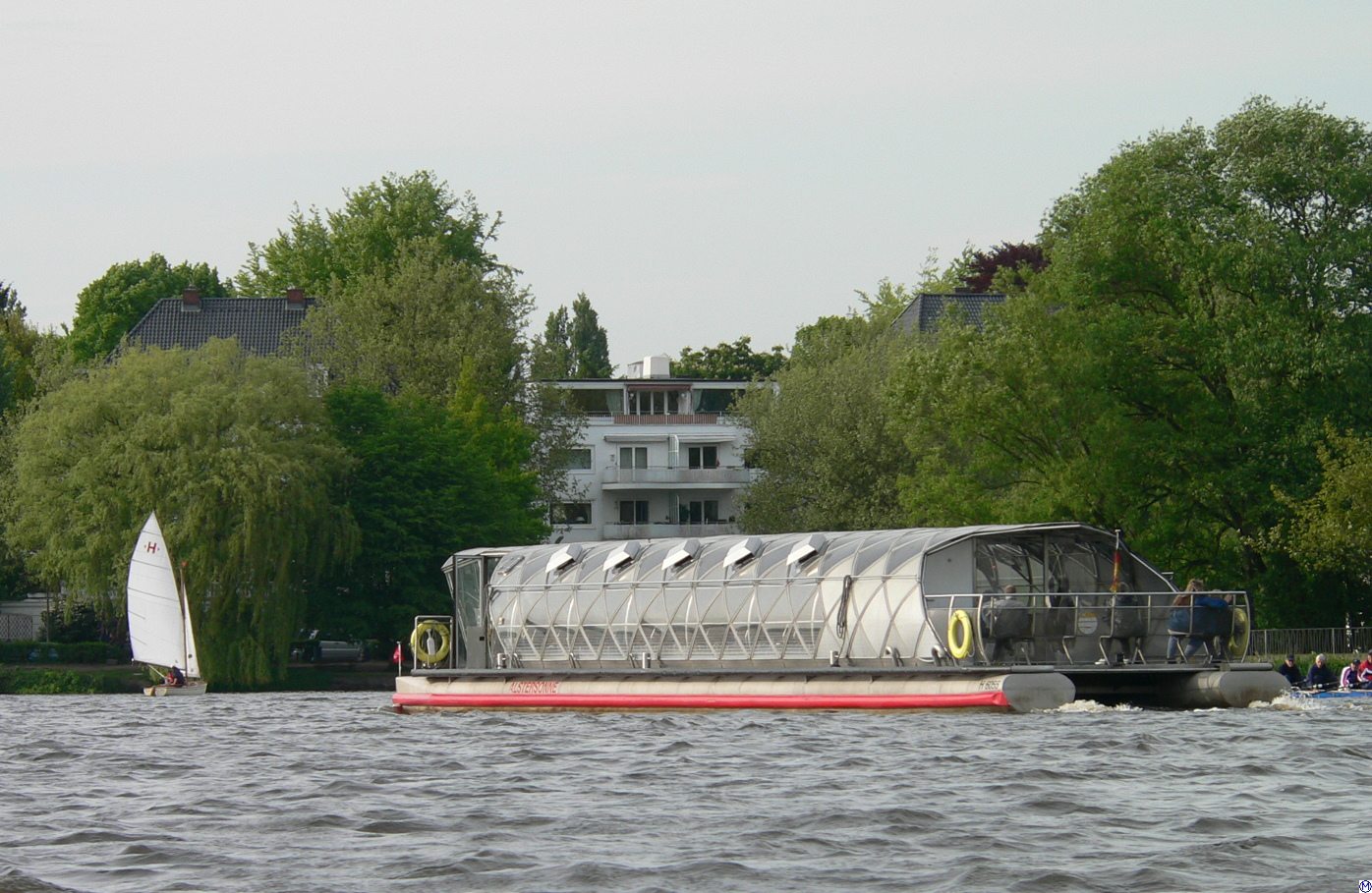
Solarschiff Alstersonne

Im Jahre 2000 hat die Alster Touristik in Hamburg das Solarschiff „Alstersonne“ getauft. Mit 26,53 Metern Länge war es zu dieser Zeit das größte Solarschiff der Welt. Es handelt sich um einen Katamaran mit zwei Motoren von je 8 kW Leistung. Er hat Platz für 100 Personen und wurde zunächst mit einem Acrylglasdach versehen, in das Photovoltaik-Module integriert waren. Im Jahre 2006 wurde das Acrylglasdach durch echtes Glas ersetzt und die Neigung der Glasmodule modifiziert.

### Europa

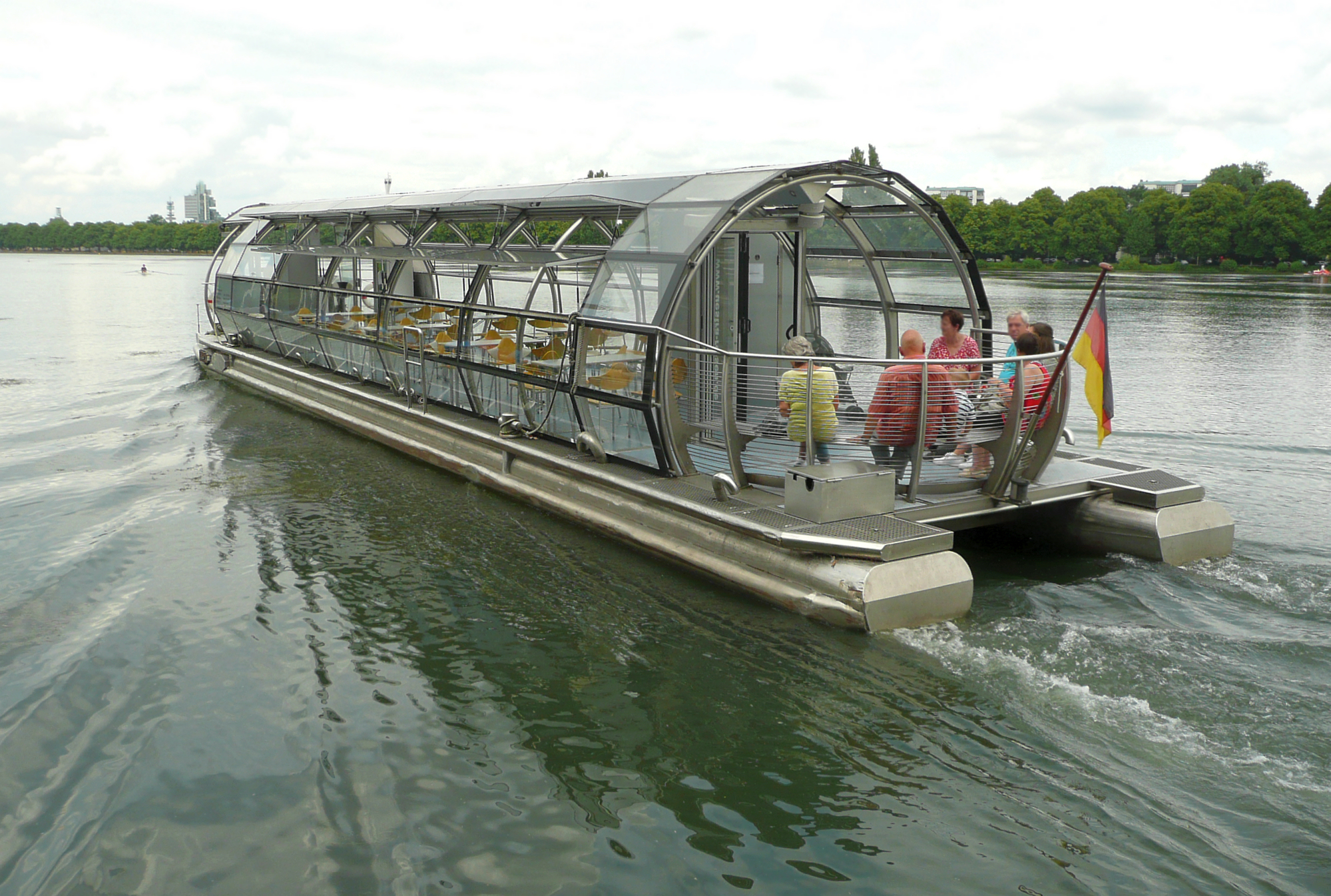
Solarboot Europa

Das Elektromotorschiff Europa verkehrt als Ausflugsboot auf dem Maschsee in Hannover.

### Spree-Shuttle
Der „Spree-Shuttle“ (ehem. „Gaienhofen“) legte in der Zeit von Juni 2000 bis Oktober 2003 5.000 km zurück. Im Sommer 2003 benötigte das Solarschiff lediglich zwei Ladungen aus dem Stromnetz. Insgesamt wurden mehr als 4.000 Passagiere befördert.

### MobiCat
MobiCat ist ein elektrisch betriebener Passagier-Katamaran. Er bezieht seine Antriebsenergie aus Solarenergie. Das Wasserfahrzeug wurde im Juli 2001 vom Stapel gelassen und verkehrt seitdem auf dem Bielersee.

### Orca ten Broke
Die Orca ten Broke ist ein unkonventionelles Binnenschiff, das als Seminarschiff dient und ohne den Einsatz fossiler Brennstoffe auskommt.

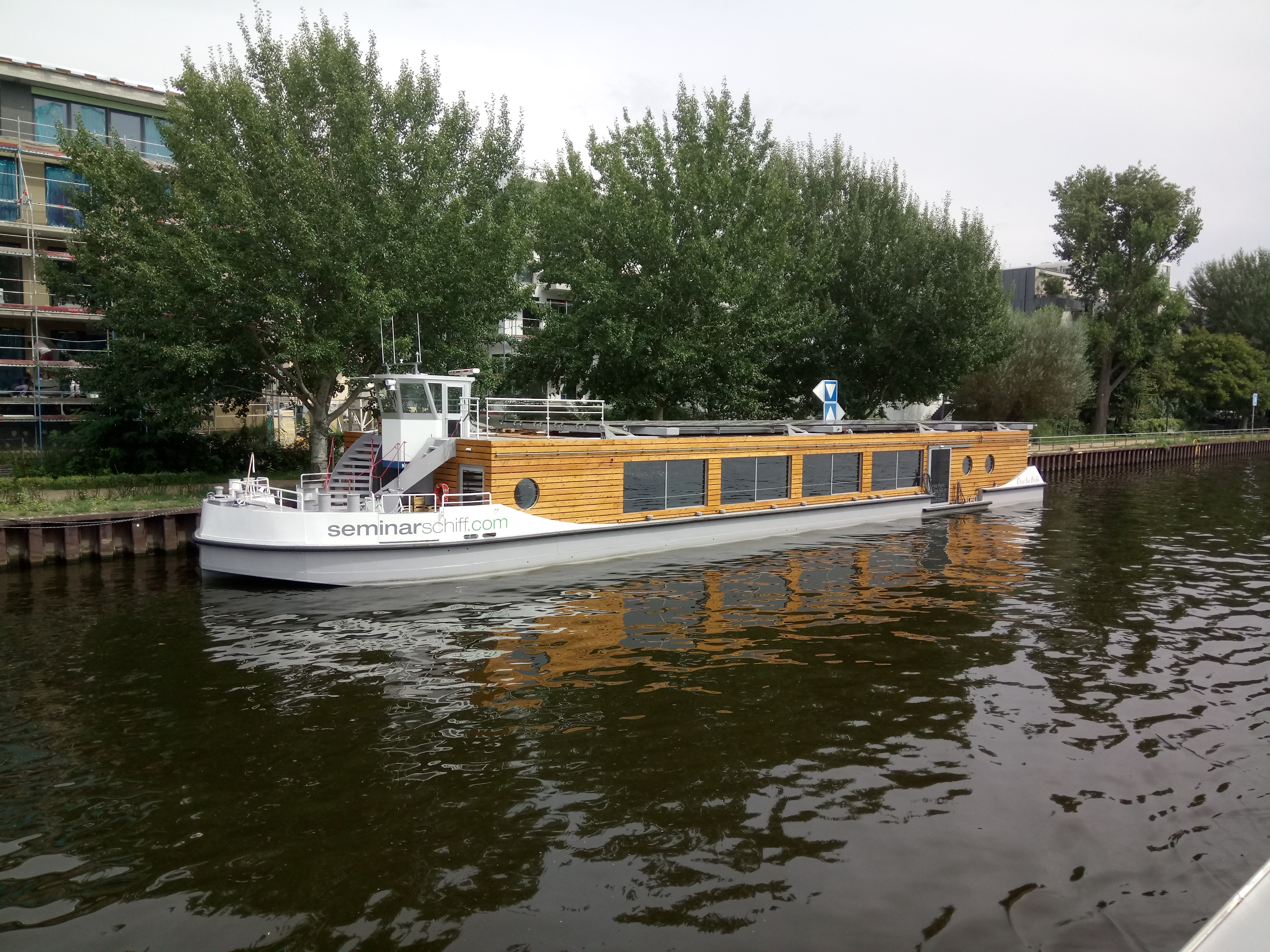
Orca ten Broke

Das CO2-neutrale Binnenschiff mit Zulassung für 199 Personen wurde bei Ostseestaal in Stralsund gebaut. Das 35,55 m lange und 8,25 m breite Schiff ist in drei Decks unterteilt, der Schiffskörper und die Aufbauten bestehen aus Stahl. Im untersten Deck sind die technischen Einrichtungen im Maschinen- und 4 Akkuräumen sowie die Tanks untergebracht. In dem 2,4 m hohen Zwischendeck befinden sich der Seminarraum, der über die gesamte Schiffsbreite reicht und mit Raumteilern auch in drei separate Räume geteilt werden kann. Darüber befindet sich das Sonnendeck mit den Solarmodulen.
Wenn das Festmachen oder Ankern nicht möglich ist, kann mit absenkbaren Ankerpfählen „geparkt“ werden. Das Schiff wurde im November 2017 abgeliefert und zum Einsatzort nach Berlin überführt.

### SolarSchiff
Seit Juni 2004 fährt der damals größte Edelstahl-Solarkatamaran der Welt auf dem Neckar in Heidelberg. Das stolz „SolarSchiff“ genannte Ausflugs- und Charterboot wiegt 51 Tonnen bei einer Länge von 24,95 m. Es bietet 80 bewirtschaftete überdachte Sitzplätze und 30 weitere Plätze auf dem Freideck. Bei einer Dienstgeschwindigkeit von ca. 14 km/h beträgt seine Reichweite mit geladenen Akkus immerhin 110 km. Der Antrieb erfolgt über zwei Drehstrom-Elektromotoren mit je 25 kW. Nur die mittlere Dachfläche ist bei diesem Fahrzeug mit Solarzellen belegt, es gibt damit freie Sicht an den Seiten und in halber Höhe.

### Weserschiffe
Seit April 2006 werden zwei solar-elektrisch angetriebene Boote auf der Weser in Hameln eingesetzt und touristisch sehr erfolgreich betrieben. Die Fortführung dieses Tourismusprojekts im Jahr 2008 wird durch neue und technisch aktuelle Bootsmodelle erfolgen.

### Sun21
Anfang Dezember 2006 startete die Sun21, ein in der Schweiz gebauter Solarkatamaran, in Sevilla zur ersten Atlantiküberquerung eines Solarbootes. Nach einem Zwischenstopp auf den Kanarischen Inseln erreichte das Boot mit seinen 5 Besatzungsmitgliedern am 2. Februar 2007 den Hafen von Le Marin auf Martinique in der Karibik und am 8. Mai das Ziel New York. Das Projekt initiierte Martin Vosseler.

### Solon

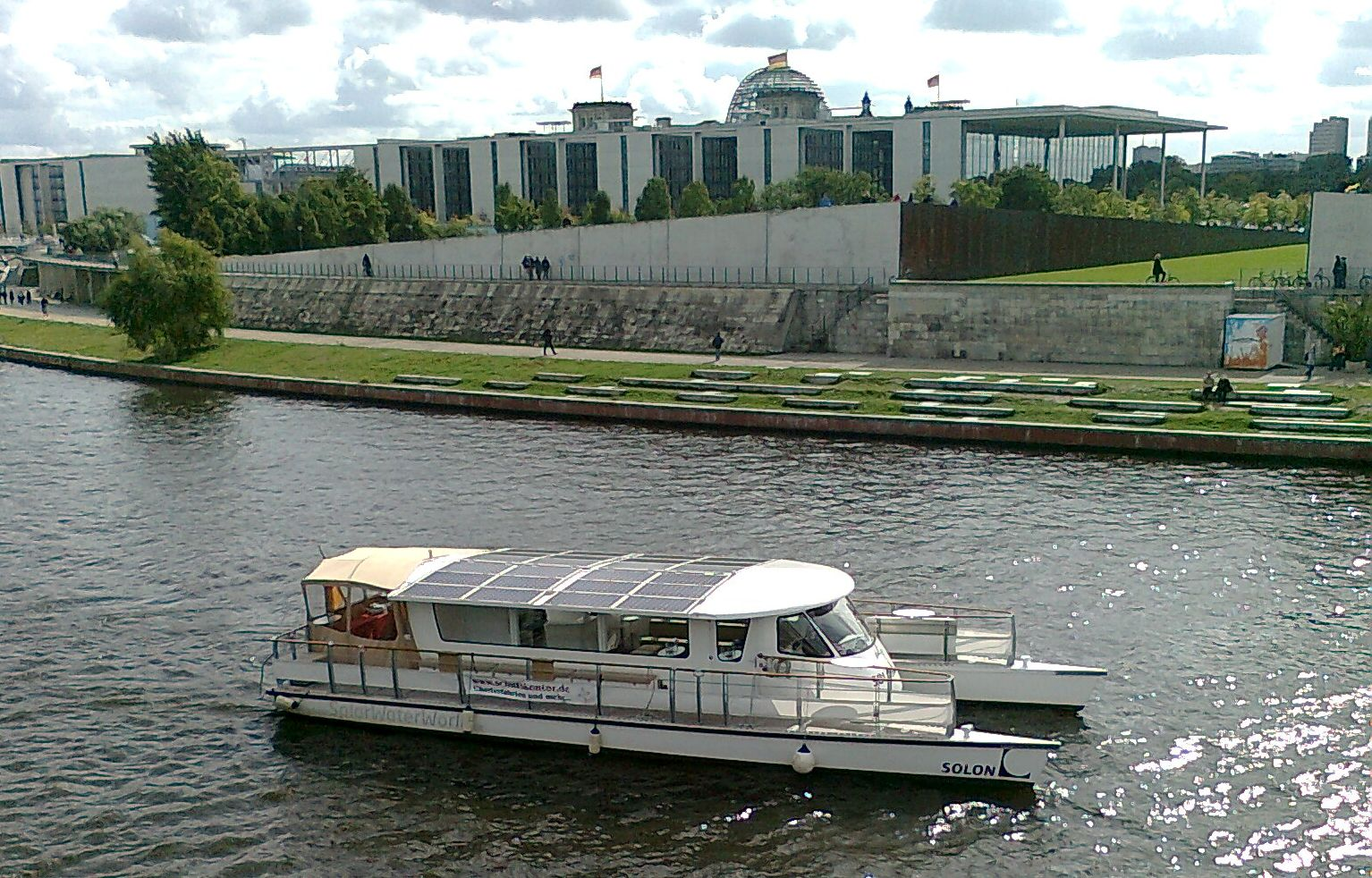
Solarschiff Solon

Die Sun21 war der Prototyp für ein Solarschiff auf Berlins Gewässern. Am 12. August 2009 wurde die Solon vom Regierenden Bürgermeister Klaus Wowereit getauft. Das Schiff vom Typ Suncat 58 besitzt einen Solon-Solargenerator mit 5,6 kWp Leistung. Die Motoren des Katamarans haben insgesamt 2×8 kW elektrische Leistung. Der Batteriespeicher reicht für 10 Stunden Betrieb ohne Sonne. Bis zu 60 Personen haben auf einem SunCat 58 Platz. Neben der Solon bietet derselbe Hersteller auch kleine Solarboote für bis zu 12 Personen und sogar eine luxuriöse Solaryacht an.

### Solgenia
Mit Photovoltaik-Wasserstoff-Hybridtechnologie ausgerüstete Elektro- bzw. Solarboote verwenden eine Kombination aus Photovoltaik und Brennstoffzellen, letztere betrieben mit Wasserstoff, der wiederum reversibel mit Hilfe von Solarzellen gewonnen wird. Ein weltweit erster Prototyp, die „Solgenia“, wird als Forschungsschiff an der Hochschule Konstanz entwickelt und seit Anfang 2007 auf dem Bodensee im praktischen Betrieb eingesetzt.

### SolarWave

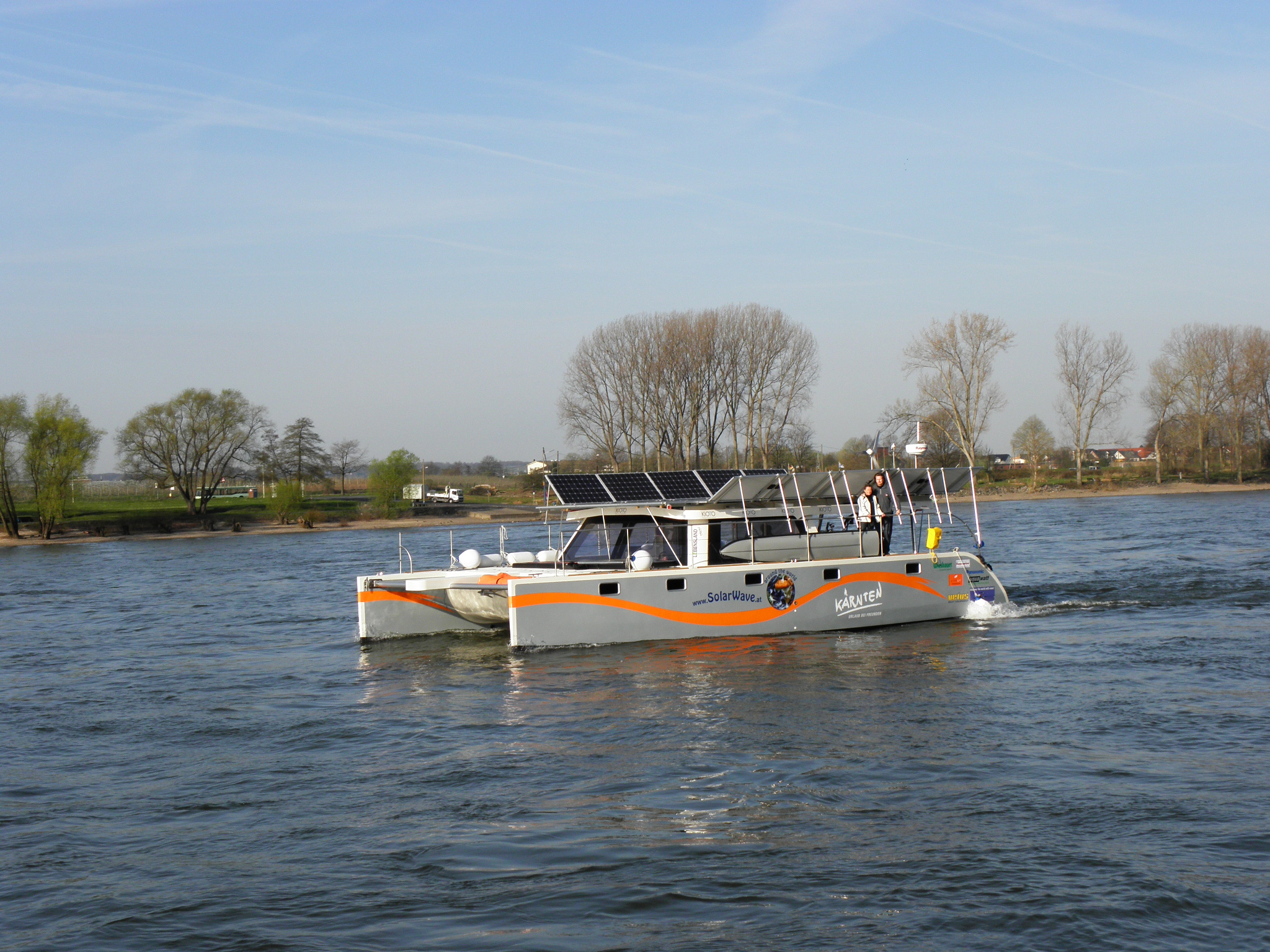
SolarWave auf dem Rhein

Die SolarWave wurde am 17. Dezember 2009 zu Wasser gelassen, am 27. Januar 2010 getauft und ist am 7. April 2010 zur ersten energieautarken Weltumrundung gestartet. Der Solar-Katamaran ist 14 m lang und 7,5 m breit und wiegt 12 Tonnen. Auf dem Dach der Solarwave befinden sich 57 m² Solarpaneele, angetrieben wird sie von 2 × 10 kW Elektromotoren. Einzigartig auf der Solarwave ist, dass neben Antrieb auch sämtliche Navigations-, Betriebs- und Haushaltsaggregate, sowie Elektro-Begleitfahrzeuge (Beiboot und E-Bike) mit Solarenergie betrieben werden. Das Projekt will die Machbarkeit weltweiter solarer Mobilität auf einem familientauglichen hochseetüchtigen Sportboot unter Beweis stellen und zur Nachahmung anregen. Das Boot hat 2010 auf Rhein, Main und Donau Europa durchquert und das Schwarze Meer befahren.

### Tûranor PlanetSolar

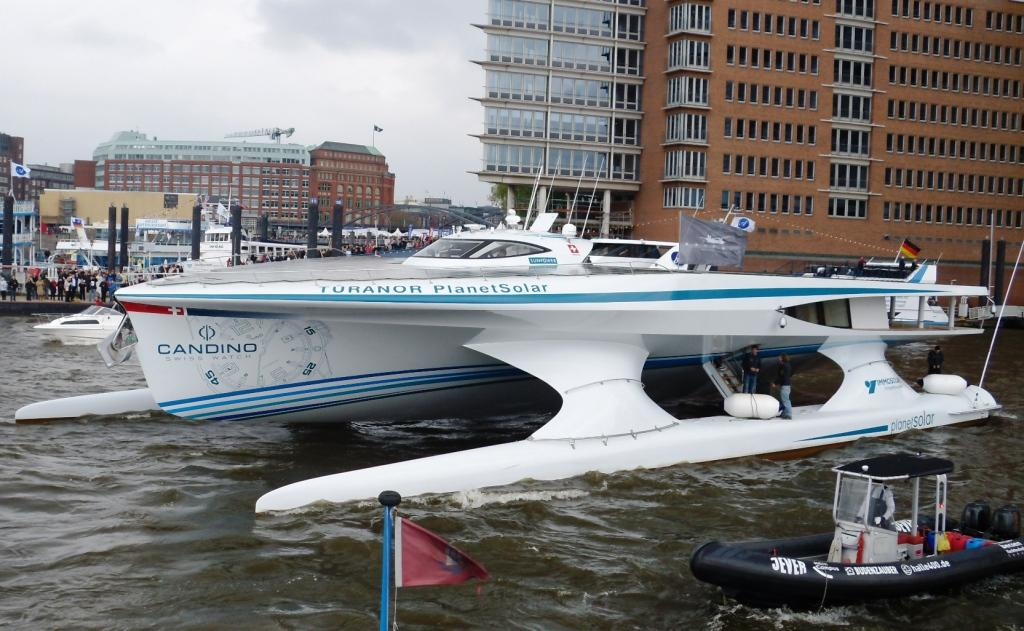
Tûranor PlanetSolar im Hamburger Hafen

Die Tûranor PlanetSolar ist ein am 31. März 2010 getaufter Katamaran, der ausschließlich mit Sonnenenergie angetrieben wird. Er war zu diesem Zeitpunkt das größte von Solarenergie angetriebene Wasserfahrzeug mit einer Länge von 31 m und einem Gewicht von 84 t. Das von 240 kW starken Motoren angetriebene Schiff wurde für eine Weltumrundung eingesetzt. Am 27. September 2010 startete es in Monaco, durchquerte den Panamakanal und erreichte Ende Januar 2011 die Galapagos-Inseln. Nach fast 485 Tagen lief das Solarschiff am 4. Mai 2012 wieder in Monaco ein und beendete damit seine Weltumrundung.

### Solaaris
Die Solaaris ist ein am 2. April 2012 in Dienst gestellter auf der Ostseestaal-Werft in Stralsund aus Aluminium gefertigter Katamaran, der auf dem Aasee in Münster den außer Dienst gestellten Wasserbus „Landois“ ablöst.

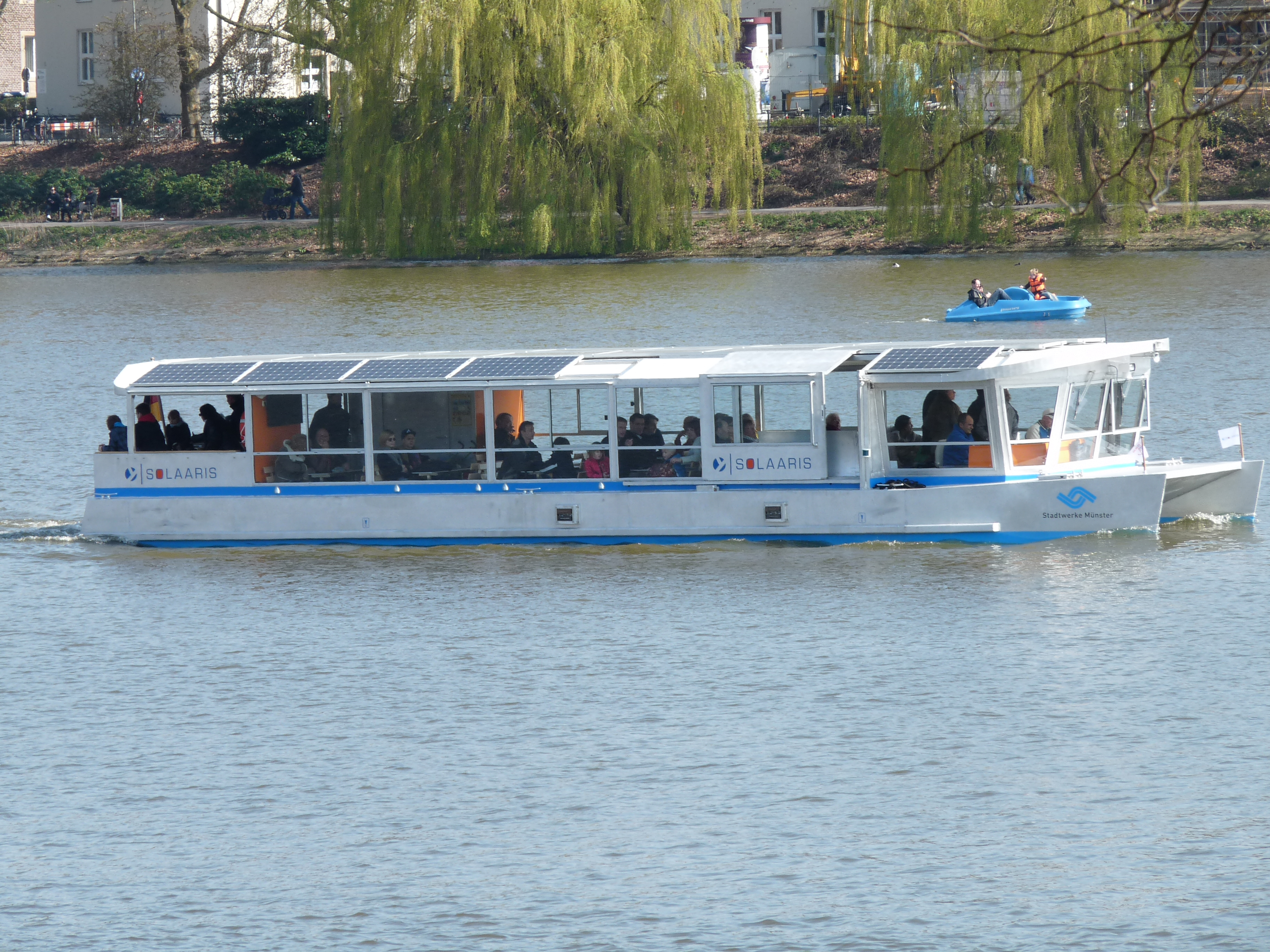
„Solaaris“ kurz nach Indienststellung auf dem Aasee

Das für 68 Passagiere vorgesehene Schiff mit ca. 14 Tonnen Verdrängung und 0,5 m Tiefgang ist 15,64 m lang, 4,6 m breit und wird von zwei 15-kW-Elektromotoren angetrieben, die aus zwei 55-kWh-Lithium-Ionen Batterien versorgt werden.
28 Solarmodule à 185 Wp auf dem Flachdach sollen die Batterien bei den täglich rund acht Fahrten stützen, die von den Aaseeterrassen / Goldene Brücke über den Anleger Freilichtmuseum Mühlenhof hin zum Allwetterzoo / Naturkundemuseum und zurück führen. In einer Saison zwischen April und Oktober befördert die Solaaris rund 21.000 Passagiere im klimaneutralen Linienbetrieb.

### Staffelseerin
Das Elektro-Solar-Schiff Staffelseerin legte im April 2024 auf dem Staffelsee 137 km in 18 Stunden 10 Minuten zurück. Das ist der vom Rekord-Institut für Deutschland (RID) zertifizierte Weltrekord für die weiteste im Elektro-Fahrgastschiff mit einer Batterieladung gefahrene Distanz.

## Raumfahrzeuge
Eine kleine, aber recht erfolgreiche Nische haben Solarfahrzeuge in der unbemannten Raumfahrt erobert.
Radfahrzeuge erforschen die Oberfläche anderer Himmelskörper. So erkundeten die Landefahrzeuge Lunochod 1 und 2 bereits Anfang der 1970er Jahre den Mond. Die Solarmobile Sojourner, Spirit und Opportunity führten Untersuchungen auf dem Mars durch. Die Solarzellen unterstützten dabei die mitgeführten Akkumulatoren bzw. luden diese wieder auf. Die Mission von Lunochod 2 musste beendet werden, nachdem die Solarzellen durch aufgewirbelten Staub bedeckt wurden.
Das Ionentriebwerk nutzt in der Ausführung als Solar-Ionenantrieb die elektrische Energie aus Solarzellen, um ein ionisiertes Gas zu beschleunigen und mit dem Rückstoß Raumfahrzeuge anzutreiben.
Eine andere Variante sind Raumfahrzeuge, die den Strahlungsdruck der Sonne mittels Sonnensegeln ähnlich einem Segelschiff direkt nutzen. Es wurden in der Vergangenheit mehrere praktische Versuche im erdnahen Weltraum durchgeführt. Erstmals zum Einsatz kam ein Sonnensegel bei der am 20. Mai 2010 gestarteten japanischen Raumsonde IKAROS, die zur Erprobung dieser Antriebsform dient.

### Solare Mobilität
- www.solarmobil.net – bsm: Bundesverband Solare Mobilität e. V.
- www.solarmobil.info – Linkliste des bsm zur solar-elektrischen Mobilität
- Die Fachzeitschrift Solarmobil
- Buch der Synergie – Geschichte der elektrischen und solar-elektrischen Mobilität (ab 1900)
- E-Mobility-21.de – Aktuelle Berichterstattung zum Thema Elektromobilität

### Solarboote
- www.solarboot-cup.de – Infos (Regeln und Geschichte) und Termine über Solarbootrennen
- www.umwelteinsatz.ch/IBS/solship2.html – Solar Ships for the new Millennium (engl.)